# Francesco Rucco
Francesco Rucco (n. 28 iunie 1974, Lecce, Apulia, Italia) este un politician italian.